# Édson Uribe
Édson Uribe (Lima, 15 de novembro de 1981) é um ex-futebolista profissional peruano que atuava como meia.

## Carreira
Édson Uribe fez parte do elenco da Seleção Peruana de Futebol da Copa América de 2001.[carece de fontes?]